# Hermann Kauffmann

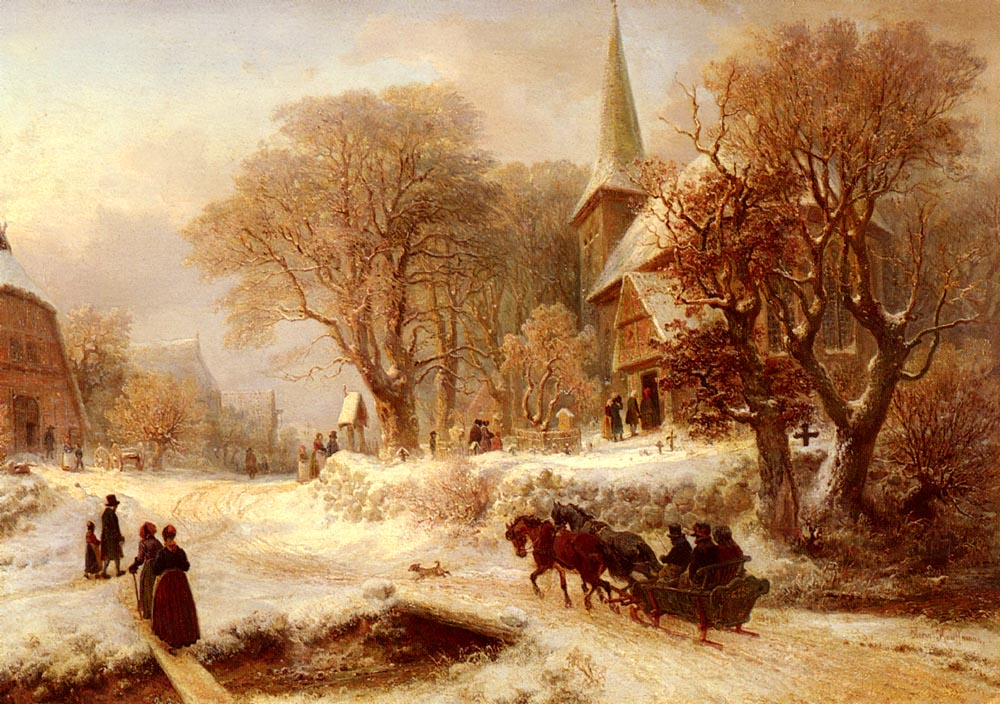
Die Hammer Kirche av Kauffmann.

Hermann Kauffmann, född den 7 november 1808 i Hamburg, död där den 24 maj 1889, var en tysk målare, far till Hugo Kauffmann.
Kauffmann studerade i Hamburg för Hardorff och 1827–33 i München, var sedan till sin död bosatt i sin födelsestad, men gjorde studieresor i Oberbayern, Tyrolen och Norge. Han målade genrebilder och landskap med staffage och i synnerhet hästar: Fraktvagn framför en smedja, Slädbana på Elbe, Fiskare på isen, Postvagn i snöstorm, Utanför värdshuset och dylika motiv, ofta utförda med enkel gedigenhet i uppfattning och hållning. Högst nådde han i sina utkast, tecknade och ofta helt lätt färglagda. K. är rikt representerad i Hamburgs Kunsthalle med målningar och teckningar. Postvagnen (1846) finns jämte en figurskiss i Kristiania nationalgalleri. En monografi av Alfred Lichtwark, "Hermann Kauffmann und die Kunst in Hamburg 1800–1850" utkom 1894.